# Parpeçay
Parpeçay ist eine Ortschaft und eine Commune déléguée in der französischen Gemeinde Val-Fouzon mit 214 Einwohnern (Stand: 1. Januar 2022) im Département Indre in der Region Centre-Val de Loire. Die Einwohner werden Parpeçéens genannt.
Seit 1. Januar 2016 bilden die früheren Gemeinden Parpeçay, Sainte-Cécile und Varennes-sur-Fouzon die Gemeinde Val-Fouzon. Die Gemeinde Parpeçay gehörte zum Arrondissement Issoudun und zum Kanton Valençay.

## Geographie
Parpeçay liegt rund 57 Kilometer westnordwestlich von Bourges und 44 Kilometer nordnordöstlich von Châteauroux am Renon.

## Geschichte
| Jahr                       | 1962 | 1968 | 1975 | 1982 | 1990 | 1999 | 2006 | 2013 |
| Einwohner                  | 320  | 260  | 201  | 196  | 213  | 246  | 248  | 224  |
| Quellen: Cassini und INSEE |      |      |      |      |      |      |      |      |

## Sehenswürdigkeiten
- Kirche Saint-Aignan